# Mireia Cornudella i Felip
Mireia Cornudella i Felip (* 4. November 1966 in Barcelona, Spanien) ist eine spanische Regattateilnehmerin aus Katalonien, die zweimal die Segelweltmeisterschaft gewonnen hat.

## Leben
Mireia Cornudella i Felip war 1984 Jugendweltmeisterin in der Vaurien-Klasse. Vier Jahre später gewann sie 1988 mit ihrer Schwester Núria Cornudella die Bronzemedaille bei der Weltmeisterschaft in derselben Klasse. Anlässlich der Olympischen Spiele in Barcelona 1992 war sie ehrenamtliche Leiterin des ECHO-Rettungsbereichs. Zwischen 1994 und 2006 arbeitete sie im Städtischen Segelzentrum von Barcelona, und seit 2007 gehört sie zum Organisationsteam des Barcelona World Race.

## Preise
- Goldmedaille, 1984: Jugend-Segelweltmeisterschaft (Vaurien-Jolle)
- Bronzemedaille, 1988: Segelweltmeisterschaft (Vaurien-Jolle), mit Núria Cornudella.